# Almacén
Almacén, ou El Almacén, est la capitale de la paroisse civile d'Orinoco de la municipalité de Heres de l'État de Bolívar au Venezuela  sur la rive sud du fleuve Orénoque.